# Уилям Бътлър
Уилям Бътлър (на английски: William Butler) е американски писател на произведения в жанра трилър, научна фантастика, шпионски роман, хорър и документалистика.

## Биография и творчество
Уилям Бътлър е роден през 1929 г. в Портланд, Орегон, САЩ.
Романът му „Революция на пеперудите“ е публикуван през 1961 г. Във ваканционния лагер за момчета в Северен Пайнс под ръководството на строгия собственик, господин Уорън, лагеруващите са „хванати в капан“. Водени от харизматичния Франклин Райли, те организират бунт и превземат лагера, както и близкия лагер за момичета, устройвайки дистопична тирания довела до смъртта на Уорън и линчуването на Дон Егрис. Между лагерите започва разпри и само лагерника Уинстън се опитва да ги убеди да свалят Франклин като лидер. Книгата е сатирична визия за Америка и отношението към афроамериканците, за израстването след детството, и има антикамунистически подтекст. През 1987 г. книгата е екранизирана във филма „Летен лагер Кошмар“ с участието на Чък Конър, но в силно променена версия.
Романът му „The House At Akiya“ е история за призраци, а романът „Mr Three“ е технотрилър, в който героят е таен агент, ползващ напреднали оръжия за борба с враговете си.
Писателят е по-известен с документалните си книги.

## Произведения

### Самостоятелни романи
- The Experiment (1961)
- The Butterfly Revolution (1961)
Революция на пеперудите, изд.: „Хр. Г. Данов“, Пловдив (1989), прев. Сливка Кьосева-Мавродиева
- The House At Akiya (1963)
- Mr Three (1964)
- Cire Perdue (1965)
- The Ring in Meiji (1965)
- The Danish Gambit (1966)
- Spying at the Fountain of Youth (1968)
- A God Novel (1969)
- Man in a Net (1971)

### Документалистика
- 66 Days Adrift: A True Story of Disaster and Survival on the Open Sea (2005)

### Екранизации
- 1970 Ende der Vorstellung 24 Uhr – ТВ филм, автор
- 1987 Summer Camp Nightmare – по романа „Революция на пеперудите“